# Kék Vonal Gyermekkrízis Alapítvány
A Kék Vonal Gyermekkrízis Alapítvány 1993 óta működő közhasznú, független civil szervezet.

## Magyarországon
Az alapítvány minden munkatársa azon dolgozik, hogy az ENSZ definíciója szerinti gyermeki jogok megvalósuljanak Magyarországon, hogy a gyerekekkel kapcsolatba kerülő felnőttek, szakmai és állami szervek a gyerekek mindenekfelett való érdekeit képviseljék. A Kék Vonal Gyermekkrízis Alapítvány Európában az elsők között vezette be a 116-111 és a 116-000 harmonizált európai hívószámokat.  

## Hívószámok
Az ingyenesen és akár névtelenül hívható lelkisegély vonal mellett az eltűnt gyerekek vonala fogadja a bajba jutott, csellengő, segítségre vagy felelős beszélgetésre vágyó gyerekek és fiatalok hívásait.
Az elmúlt 20 évben közel 3 millió gyerek hívta a Kék Vonal telefonszámait.

## További tevékenységek
A telefonos segítségnyújtáson túl a gyerekek chaten vagy e-mailen keresztül is fordulhatnak az alapítvány munkatársaihoz, külön gyerekjogi munkacsoport foglalkozik tanácsadással, konkrét esetek kezelésével.

## Klubházak
2010 óta az Intel Computer Clubhouse Network magyarországi tagjaként Miskolcon, 2012 óta pedig Kecskeméten működik a Kék Vonal Komputer Klubház, ahol a hátrányos helyzetű fiatalok mentorok segítségével és támogatásával sajátítják el a legkorszerűbb informatikai ismereteket.

## Képzés
A Kék Vonal Gyermekkrízis Alapítvány Segítői Alapképzése akkreditált képzés.
Az alapítvány alapítása óta tagja az Eltűnt Gyerekek Európai Hálózatának, a Gyerektelefonok Világszövetségének valamint a Safer Internet Plus program keretében az internetbiztonság hazai megismertetése céljából létrehozott konzorciumnak.